# Ludwig Rüdt von Collenberg-Bödigheim
Ludwig Freiherr (seit 1877: Graf) Rüdt von Collenberg(-Bödigheim) (* 20. Juni 1799 in Bödigheim; † 14. August 1885 ebenda) war ein badischer Jurist und Politiker.

## Herkunft und Werdegang
Rüdt von Collenberg entstammte einem Adelsgeschlecht, welches bis 1806 im Ritterkanton Odenwald bei der Reichsritterschaft in Franken immatrikuliert war. Er gehörte der Evangelischen Kirche an. Zunächst wurde er im Hause seines Vaters privat unterrichtet, ehe er von 1815 bis 1818 das Gymnasium in Nürnberg besuchte. Danach studierte er an den Universitäten in Heidelberg und Göttingen. 1824 trat er in den badischen Staatsdienst und kam 1826 zur badischen Gesandtschaft beim Bundestag in Frankfurt. 1827 wurde er dort zum Legationssekretär befördert. Im Jahre 1830 wurde Rüdt zum Kammerherrn ernannt und zum Abgeordneten des grundherrlichen Adels gewählt. Auf Grund dieses Mandats nahm er von 1831 bis 1837 an den Verhandlungen der Ersten Kammer der Badischen Stände teil. Seit Mai 1832 gehörte Rüdt zur kombinierten Gesandtschaft an den Höfen in Stuttgart und München und wurde im Januar 1833 amtierender Geschäftsträger der Gesandtschaft beim König von Württemberg. Wenig später wurde ihm als Legationsrat auch die Geschäftsführung der Gesandtschaft beim König von Bayern übertragen. 1838 erfolgte Rüdts Ernennung zum Geheimen Legationsrat und Ministerresidenten in Württemberg und der Schweiz. Nachdem ihm 1843 gelungen war, einen Vertrag zur Bereinigung der Grenze zwischen Württemberg und Baden abzuschließen, wechselte er als Ministerresident nach München. Nach den Ereignissen der Märzrevolution erfolgte im Oktober 1848 die Aufhebung sämtlicher badischer Gesandtschaften, so dass Rüdt pensioniert wurde. 1850 war er Mitglied des Staatenhauses des Erfurter Unionsparlaments.

## Badischer Staatsminister
Im Oktober 1850 ernannte ihn Großherzog Leopold als Nachfolger von Friedrich Adolf Klüber zum Staatsminister des großherzoglichen Hauses und der auswärtigen Angelegenheiten und somit de facto zum Vorsitzenden der Regierung Rüdt, wenngleich es zu dieser Zeit den offiziell Titel eines badischen Ministerpräsidenten nicht gab. Der Anlass für den Regierungswechsel war der im November 1850 vollzogene Abzug der preußischen Truppen aus Baden. Da Preußen die Badische Revolution im Juli 1849 niedergeworfen hatte, hatte sich der zurückgekehrte Großherzog eng an Preußen und dessen Besatzungsarmee angelehnt. Staatsminister Klüber galt als Parteigänger Preußens. Wegen der Gefahr eines Kriegs zwischen Preußen und Österreich drohte Baden im Fall einer preußischen Niederlage die Zerstückelung unter den süddeutschen Nachbarn, welche auf Seiten Österreichs standen. Mit Rüdt sollte nun ein politischer Freund Österreichs die Geschicke Badens lenken. Auf der am 23. Dezember 1850 in Dresden eröffneten Ministerialkonferenz zur Neugestaltung des Deutschen Bundes gelang es Rüdt, das nach der Revolution in Baden zerstörte Vertrauen in die Zuverlässigkeit seines Landes wiederherzustellen. Weitergehende Reformpläne scheiterten in Dresden, so dass der Deutsche Bund in seiner alten Form wiederhergestellt wurde. Die Regierung Rüdts war mit einem deutlichen Ruck zu einer konservativen Politik verbunden. Mit dem Patent vom 24. April 1852 regelte Rüdt in seiner Eigenschaft als Hausminister die mit dem Tod Großherzog Leopolds notwendige Frage der Regentschaft. Da Ludwig II., der älteste Sohn des Großherzogs, regierungsunfähig war, trat Prinz Friedrich, der spätere langjährige Großherzog, die sechs Jahre andauernde Regentschaft für seinen Bruder an. Im Herbst 1852 wurde das seit der Niederwerfung der Revolution 1849 in Baden bestehende Kriegsrecht aufgehoben. In der Frage der Wiedererneuerung des Zollvereins setzte sich Rüdt auf Konferenzen in Darmstadt, Stuttgart und München für ein Zusammenwirken der süddeutschen Staaten ein. In dem 1851 ausgebrochenen Konflikt mit der katholischen Kirche um die staatliche Einflussnahme auf die Besetzung von kirchlichen Ämtern begannen die Vorboten des späteren Badischen Kulturkampfs. Der Konflikt wurde angeführt von Hermann von Vicari, dem Erzbischof von Freiburg. Rüdt versuchte durch Entsendung einer diplomatischen Mission nach Rom zu einer Einigung mit Papst Pius IX. zu kommen. Im Sommer 1854 wurde ein so genanntes Interim zwischen Baden und der Kurie geschlossen. Damit war der Konflikt zumindest für die Amtszeit Rüdts vorläufig beigelegt. Rüdt widmete sich mit besonderem Interesse dem seinem Ministerium unterstellten Post- und Eisenbahnwesen. Während der Regierungszeit Rüdts wurden die Badischen Staatseisenbahnen um einige wichtige Strecken erweitert. Unter anderem wurde 1855 der Anschluss nach Basel eröffnet sowie die Angleichung der badischen Breitspur von 1600 mm an den Standard der Normalspur vorgenommen.

## Rückzug aus der Politik
Im Mai 1856 trat Rüdt aus der Regierung aus und wurde badischer Gesandter am kaiserlichen Hof in Wien. Im Sommer 1861 trat er in den Ruhestand und betätigte sich fortan in der Kommunalpolitik seines Geburtsortes Bödigheim. So war er auch Präsident der Kreisversammlung, Vorstand des landwirtschaftlichen Vereins und der landwirtschaftlichen Schule in Buchen. Mit Hingabe widmete er sich in den langen Jahren seines Ruhestands auch der Verwaltung der Familienbesitzungen und beschäftigte sich mit historischen Studien.

## Belege und Anmerkungen
1. ↑  In vielen Tabellenwerken ist fälschlich dargestellt, dass Klüber von 1849 bis 1856 das Amt eines badischen Ministerpräsidenten ausgeübt habe. Der Fehler taucht wahrscheinlich erstmals in dem Buch von Bertold Spuler: Regenten und Regierungen der Welt, Teil II, Band 3: Neuere Zeit 1492 - 1918, Ploetz Verlag, Würzburg 1962, auf Seite 68 auf. Der Fehler ist in der englischen Übersetzung nicht korrigiert worden (Berthold Spuler: Rulers and Governments of the World. Volume two. 1492 to 1929 Bowker, London & New York 1977, ISBN 0-85935-009-6, S. 61) und wurde zum Beispiel auch in folgenden renommierten Werken übernommen: Peter Truhart: Regents of Nations. Systematic chronology of states and their political representatives in past and present; A biographical reference book. Part III/1 = Regenten der Nationen Teil III/1, K. G. Saur, München, London etc. 1986, ISBN 3-598-10491-X, S. 2379 sowie bei Eberhard Gönner und Günther Haselier: Baden-Württemberg, Geschichte seiner Länder und Territorien, Verlag Ploetz, Freiburg 1980, ISBN 3-87640-052-X, S. 144. Viele Seiten im Internet haben den Fehler ebenfalls abgeschrieben. Somit findet sich der Fehler Spulers mit der Amtszeit Klübers als Kabinettschef (!) bis angeblich 1856 immer wieder und dürfte sehr schwer aus der Welt zu schaffen sein. Der richtige Sachverhalt, dass nämlich Klüber als Staatsminister des großherzoglichen Hauses und der auswärtigen Angelegenheiten am 26. Oktober 1850 zurücktrat und sein Nachfolger in diesem Amt Freiherr Ludwig Rüdt von Collenberg war, befindet sich zum Beispiel bei Martin Furtwängler: Minister und Regierungen von Baden. In: Meinrad Schaab, Hansmartin Schwarzmaier (Hrsg.) u. a.: Handbuch der baden-württembergischen Geschichte. Band 5: Wirtschafts- und Sozialgeschichte seit 1918, Übersichten und Materialien, Gesamtregister. Hrsg. im Auftrag der Kommission für geschichtliche Landeskunde in Baden-Württemberg. Klett-Cotta, Stuttgart 2007, ISBN 978-3-608-91371-2, S. 480. Ebenfalls sachlich richtig dargestellt ist es bei Wolfgang Leiser: Minister des Großherzogtums Baden 1818-1918. In: Klaus Schwabe (Hrsg.): Die Regierungen der deutschen Mittel- und Kleinstaaten. 1815–1933 (= Deutsche Führungsschichten in der Neuzeit. Band 14 = Büdinger Forschungen zur Sozialgeschichte. Band 18). Boldt, Boppard am Rhein 1983, ISBN 3-7646-1830-2, S. 226 oder in dem Buch von Frank Engehausen: Kleine Geschichte des Großherzogtums Baden 1806-1918. G. Braun Buchverlag, Karlsruhe 2005, ISBN 3-7650-8328-3, S. 118
2. ↑  Aus dem Artikel bei den Badischen Biographien geht nicht hervor, in welchem Zeitraum Rüdt Präsident der Kreisversammlung war, so dass unklar ist, ob die Angabe sich auf den bis 1864 bestehenden Unterrheinkreis oder den danach gebildeten Kreis Mosbach oder auf beide bezieht.

| Personendaten    | Personendaten                         |
| ---------------- | ------------------------------------- |
| NAME             | Rüdt von Collenberg-Bödigheim, Ludwig |
| ALTERNATIVNAMEN  | Rüdt von Collenberg, Ludwig Graf      |
| KURZBESCHREIBUNG | badischer Diplomat und Staatsmann     |
| GEBURTSDATUM     | 20. Juni 1799                         |
| GEBURTSORT       | Bödigheim                             |
| STERBEDATUM      | 14. August 1885                       |
| STERBEORT        | Bödigheim                             |